# Central Coast (Nueva Gales del Sur)
La Costa Central  es una región periurbana en Nueva Gales del Sur, Australia, situada en la costa del Mar de Tasmania hasta el norte de Sydney y al sur de Newcastle.
Las área de gobierno local del Consejo de la Costa Central tiene una población estimada de 333 627 en junio de 2018, creciendo un 1 % anual.  Compuesta por localidades como Gosford, Wyong y Terrigal, el área es la tercera área urbana más grande en Nueva Gales del Sur y la novena área urbana más grande en Australia. Geográficamente, generalmente se considera que la región de la Costa Central incluye la región delimitada por el río Hawkesbury en el sur, las montañas Watagan en el oeste y el extremo sur del  Lago Macquarie, ubicado en la cuenca de Sydney.
Políticamente, el Consejo de la Costa Central ha administrado el área desde el 12 de mayo de 2016, cuando el Ayuntamiento de Gosford y el Consejo de Wyong Shire se fusionaron. En septiembre de 2006, el gobierno de Nueva Gales del Sur publicó un plan revisado a largo plazo para la región que clasificaba la región como área urbana, junto con Wollongong y la Región Hunter. A partir de abril de 2015 abril, Scot MacDonald ocupaba el cargo de secretario parlamentario de Hunter y Central Coast. En noviembre de 2015, tanto Gosford como Los consejos de Wyong votaron polémicamente para fusionarse luego de una evaluación del Tribunal Regulador y de Precios Independiente de NSW que encontró que los Consejos de Gosford y Wyong Shire no cumplían con los criterios operativos independientes para los planes "Aptos para el futuro" del gobierno estatal de NSW para los Consejos de área local dentro el estado.
A pesar de la oposición local y las preocupaciones sobre Wyong Shire, que en efecto sería absorbido por el Consejo de Gosford, y de las reclamaciones de los concejales que fueron intimidados para que aceptaran la fusión, como parte del proceso, la fusión de los consejos de la Costa Central en una sola área de gobierno local pasó todos los requisitos administrativos y legislativos, y entró en vigor en 2016. A mediados de 2020, el proceso de fusión había costado 49 millones de dólares. En septiembre de 2017, el recién fusionado Consejo de la Costa Central celebró elecciones. 

## Historia
La región ha estado habitada durante miles de años por aborígenes. Los kuringgai locales fueron los primeros aborígenes en entrar en contacto con los colonos británicos. Un hombre aborigen de la región llamada Bungaree se convirtió en una de las personas más prominentes de los primeros asentamientos de Nueva Gales del Sur. Fue uno de los primeros aborígenes en aprender inglés y se hizo amigo de los primeros gobernadores Phillip, King y Macquarie. Acompañó al explorador Matthew Flinders en la circunnavegación de Australia.  Más tarde, Macquarie lo declaró «el rey de las tribus de Broken Bay»
Además de las personas que hablaban Kuringgai (referidas como las "tribus de Pittwater" y las "tribus de Broken Bay" por los primeros colonos), los Awabakal vivían alrededor del Lago Macquarie, y La gente de Darkinyung vivía tierra adentro, al oeste del Mooney Mooney Creek. Los idiomas Kuringgai (Guriŋgai), Awaba y Darkinyung están relacionados entre sí, pero son distintos de los idiomas Dharrug y Sydney que se hablaban sur de la Costa Central. Las enfermedades y los trastornos posteriores al asentamiento redujeron en gran medida el número de aborígenes.
En 1811, el Gobernador de Nueva Gales del Sur, Lachlan Macquarie, hizo la primera concesión de tierras en la región a William Nash, un ex infante de marina de la Primera Flota. No se hicieron más concesiones en la zona hasta 1821.

## Geografía
La región es una red de ciudades unidas en los últimos años por un desarrollo suburbano en expansión. El principal núcleo urbano de la región rodea la orilla norte de Brisbane Water e incluye la localidad más poblada de la costa, Gosford, que se extiende hacia el este hasta el centro comercial de Erina. Otros grandes «centros» comerciales de la costa son Wyong, Tuggerah, Lakehaven, The Entrance, Terrigal y Woy Woy. Muchas personas que viven en el sur de la región se desplazan diariamente a trabajar a Sídney. 
La Costa Central es también un popular destino turístico y una zona de retiro. La Costa Central cuenta con un importante volumen de empleo en los sectores de servicios, turismo, manufacturas, finanzas, comercio minorista e industria. Como resultado, la identidad cultural de la región es distinta a la de la gran y diversa metrópolis de Sídney, así como a la de la región de Hunter, con su minería, industria pesada y puerto. El 2 de diciembre de 2005, la Costa Central fue reconocida oficialmente como una región autónoma y no como una extensión de la Gran Sídney o del valle Hunter.

## Clima
La costa central tiene un clima subtropical húmedo (Clasificación climática de Köppen: Cfa), con veranos cálidos y húmedos e inviernos suaves. Las precipitaciones se distribuyen de manera bastante uniforme durante todo el año, pero son un poco más frecuentes durante el otoño. El invierno es la época más seca, a menudo con lluvia mínima o nula.

## Población
La Oficina Australiana de Estadística publica datos del censo de población y estimaciones periódicas de población en el área urbana significativa de la Costa Central. 
En junio de 2018, la población estimada de esta región era de 333 627 habitantes, y se prevé que crecerá más de un 20 %, hasta alcanzar los 415 050 habitantes en 2035. 
Anteriormente, en el censo de 2001, la población era de 304 753 habitantes, con 146 926 hombres y 157 827 mujeres. La edad media era de 41 años. El censo también incluye la población de la región de la Costa Central dentro del Gran Sídney, por lo que la población del Gran Sídney es mayor que la del Gran Melbourne. Sin embargo, la definición del gobierno de Nueva Gales del Sur para la región de la Costa Central es diferente a la del Gran Melbourne.

## Educación
La Costa Central tiene un campus de la Universidad de Newcastle ubicada en Ourimbah. Hay tres campus del Instituto Hunter de TAFE ubicados en Gosford, Wyong y Ourimbah junto con varias universidades privadas.
La Costa Central cuenta con un gran número de instituciones escolares de primaria y secundaria.

## Cultura

### Medios
Televisión
La costa central tiene cuatro traductores de transmisión en toda la región, ubicados en Bouddi (entre Killcare y MacMasters Beach), Gosford y Wyong (Forresters Beach) y Mount Sugarloaf (Newcastle). Debido a que la costa central se divide entre las áreas de licencia de Sydney (metro) y Northern NSW (regional), estos traductores llevan estaciones de ambas áreas.
En total, ocho estaciones de televisión dan servicio a la costa central:
- ABC Nueva Gales del Sur (ABN)
- SBS Nueva Gales del Sur (SBS)
- Seven Sídney (ATN)
- Nine Sídney (TCN)
- 10 Sídney (TEN)
- Seven Northern NSW (NEN)
- Nine Norte de Nueva Gales del Sur (NBN)
- 10 Northern NSW (NRN) - Network 10 afiliado

Cada estación emite un canal primario y varios multicanales. De las tres redes principales, NBN produce un boletín que contiene proyección de noticias regionales, nacionales e internacionales todas las noches a las 6:00 p. m. en Channel 9. Tanto WIN Television como Prime7 producen breves actualizaciones locales para cumplir con las cuotas de contenido local. Foxtel también está disponible vía satélite.
Radio
La Costa Central tiene varias estaciones de radio locales. Las tres grandes estaciones comerciales son Triple M 107.7, Star 104.5, Hit 101.3, siendo todas parte de cadenas nacionales.
ABC tiene una estación de divulgación en 92.5 FM que opera un programa de desayuno producido localmente de 6 a. m. a 9 a. m. de lunes a viernes, fuera de este, transmite la programación de Sydney desde ABC 702 AM. La estación de radio comunitaria CoastFM 96.3 tiene muchos seguidores, al igual que Radio Five-O-Plus 93.3.[cita requerida] Una estación de música country las 24 horas TodayCountry94one tiene su sede en Gosford y transmite en línea y en sindicación en todo el país. También tiene una estación de radio cristiana rheema fm en 94.9fm. A partir de enero de 2021, la Costa Central tiene una estación de radio por Internet local https://www.centralcoastradio.com que brinda a los locales una estación de radio transmitida por presentadores locales desde su lugar de trabajo/hogar. Ofreciendo a los negocios y músicos locales un alcance más amplio para su mercado objetivo. El prospecto corporativo está disponible en https://www.centralcoastradio.com/rates-offers
En la mayoría de los lugares de la costa central, las estaciones de radio de Sydney y Newcastle se pueden recibir a niveles razonables, particularmente en la banda AM.[cita requerida]
Medios impresos
La costa central no cuenta con su propio periódico impreso diario, aunque tiene tres periódicos locales semanales prósperos, así como un periódico quincenal y varios boletines mensuales populares.
Una serie de periódicos locales de propiedad local ha ganado popularidad con el tiempo. Coast Community News brinda servicios a la región de Central Gosford y Coast Community Chronicleda servicio a la parte norte de la región y Pelican Post da servicio a los códigos postales de 2256 y 2257. Todos son publicados por una editorial local independiente Central Coast Newspapers contrarrestando la tendencia de disminución de las ventas de periódicos. . The Peninsula News, dirigido por una asociación comunitaria, brinda servicios a la parte sur de la región centrada en el área de Woy Woy con un periódico quincenal. Además, una popular publicación comercial mensual, Central Coast Business Review, se ha vendido y publicado durante más de 20 años.[cita requerida] Anteriormente, la principal publicación impresa de la región era el semanario Central Coast Express Advocate, publicado por News Local de News Limited, aunque dejó de imprimirse en 2019. Ahora es únicamente un servicio en línea basado en suscripción.

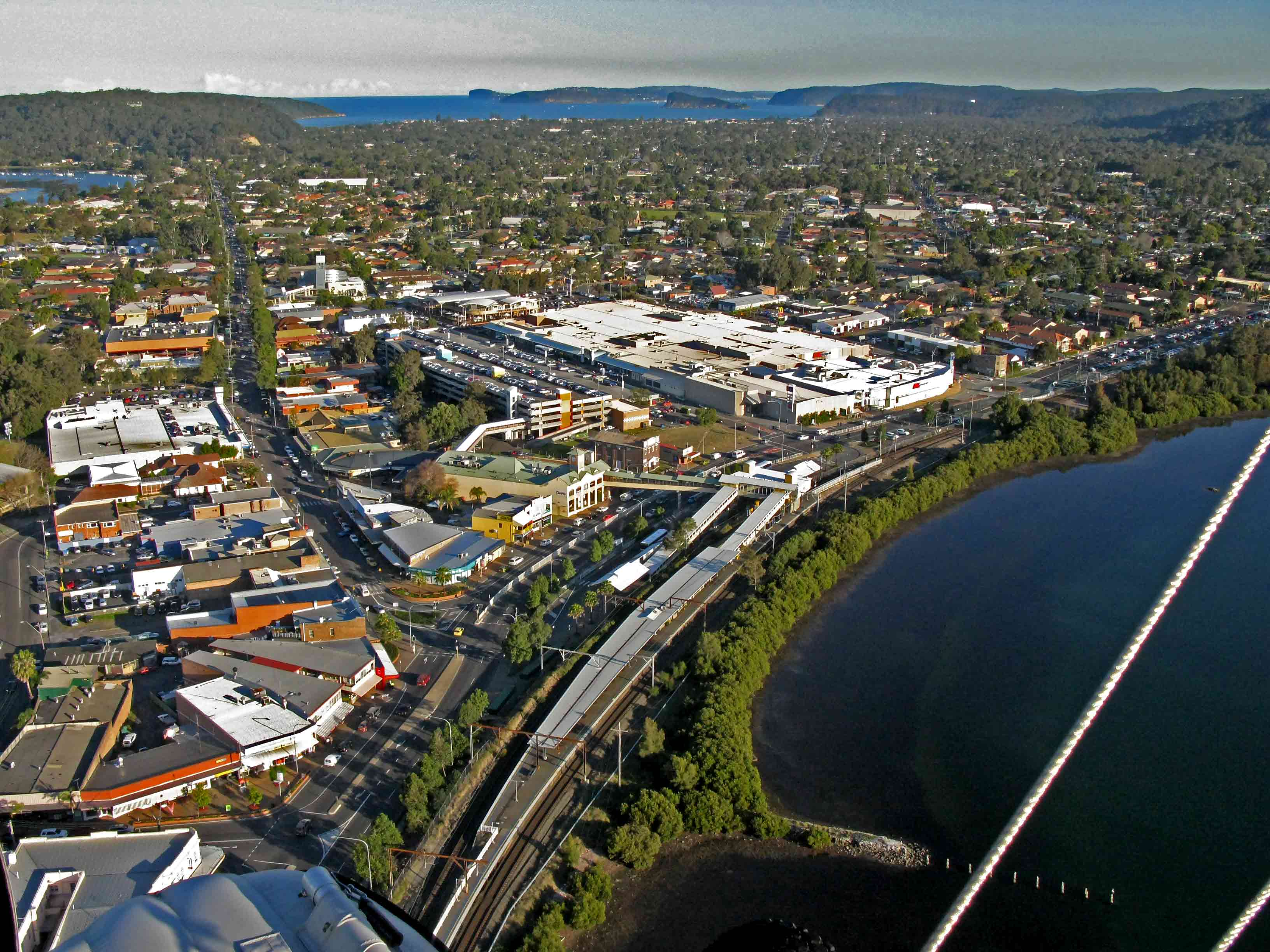
Suburbios como Woy Woy son algunas de las áreas más pobladas de la región de la Costa Central

### Teatro
El área cuenta con tres quirófanos. Laycock Street Theatre, ubicado en North Gosford, tiene una configuración de arco de proscenio y tiene capacidad para 392 espectadores. El lugar también contiene un espacio polivalente adecuado para conferencias, reuniones de directorio, reuniones generales anuales, cabaret y pequeños actos musicales. El grupo de teatro amateur residente, la Sociedad Musical de Gosford, actualmente contribuye con 5 espectáculos al año.
El teatro más grande de la costa central es The Art House, Wyong, que abrió sus puertas en mayo de 2016 y reemplazó al antiguo Wyong Memorial Hall, que era utilizado principalmente por Wyong Musical Theatre Company y Wyong Drama Group. The Art House es un lugar de usos múltiples con un teatro de arco de proscenio de 500 asientos con un escenario de 12 mx 9 m y una torre de vuelo automatizada, así como un espacio de estudio de 285 m2 con gradas retráctiles para 130 personas y enlace AV al teatro principal. The Art House también cuenta con un espacio de 500 m2 adecuado para funciones y eventos, así como una pared de exhibición ideal para exhibiciones de arte visual y fotografía. La apertura de este lugar vio un crecimiento repentino en las compañías de arte que producen teatro en la región, incluidas Endless Night Theatre Company, Gosford Theatre Company, Nate Butler's Studio, Salt House Theatre Company y las regiones solo jóvenes cuerpo de teatro, Jopuka Productions.
A fines de 2018, la Fundación Elderslee compró un gran edificio a lo largo del Estrecho de Tuggerah cerca de Wyong, que posteriormente se renovó y se convirtió en una instalación comunitaria, que incluye oficinas, escritorios compartidos, salas de capacitación, una cocina comercial y un espacio de exhibición de arte para uso de la comunidad y el Teatro Árbol Rojo, un pequeño espacio adaptable para foros, seminarios, conciertos, ensayos y producciones teatrales. El Red Tree Theatre cuenta con un auditorio de 144 asientos equipado con iluminación y sonido estándar profesional.
The Peninsula Theatre en Woy Woy cuenta con un auditorio inclinado de 122 asientos, un área de escenario de 49 m2 y capacidades estándar de escenario, iluminación y sonido profesionales.[cita requerida]

### Deporte
Los Central Coast Mariners representan a la Costa Central en la A-League. Los Marineros han sido primeros ministros de la A-League dos veces[2007-08 A-League|2007-08]] y 2011-12), y fueron campeones de la A-League en la 2013. Los Marineros juegan en el Estadio de la Costa Central en Gosford, el estadio más grande de la Costa Central con una capacidad de 20,059.
Los Wyong Roos juegan actualmente en la Intrust Super Premiership en Morry Breen Oval en Kanwal. Son el equipo alimentador del equipo Sydney Roosters Liga Nacional de Rugby, que han desarrollado un acuerdo para jugar un partido de temporada regular por año en el Central Coast Stadium durante cinco años, comenzando en [ [temporada 2015 NRL|2015]]. Los South Sydney Rabbitohs también juegan juegos regulares.
Los Rinocerontes de la costa central jugaron en la Liga australiana de hockey sobre hielo de 2006 a 2008 y en la Copa internacional australiana de hockey sobre hielo de 2009 a 2012. Jugaron en el Erina Ice Arena en la Erina Fair, que es la única pista de hielo de la costa central. El Erina Ice Arena ha estado cerrado desde el 19 de agosto de 2019 por renovaciones y espera reabrir el sábado 2 de enero de 2021.
Otros equipos incluyen a los Central Coast Crusaders, el programa de baloncesto senior de élite de la región de la Costa Central, y los Central Coast Centurions, el equipo representativo de la liga juvenil de rugby de la Costa Central que compite en el S.G. Ball Cup y la Copa Harold Matthews.
Se han hecho varios intentos para que los equipos participen en otras competiciones nacionales. El más notable de ellos fue el intento de ingresar a los Central Coast Bears como el equipo número 16 en la NRL. Este intento fue financiado por un consorcio liderado por John Singleton, pero los Gold Coast Titans finalmente tuvieron éxito . Los Northern Eagles, una fusión de los clubes NRL Manly-Warringah y North Sydney comenzaron su mandato jugando la mitad de sus juegos en Gosford; sin embargo, en tres años, el equipo solo jugaba en Brookvale. South Sydney también fue contactado sin éxito para jugar fuera de Gosford, a pesar de que los pocos juegos que se juegan en la costa central atraen grandes multitudes. El equipo de la liga de rugby Central Coast Storm juega en varias NSWRL competiciones de grado inferior, y las Central Coast Waves El equipo de rugby juega en el Shute Shield. El Central Coast Rays club de rugby que compitió en la única temporada del malogrado Australian Rugby Championship a fines de 2007, llamó hogar al Central Coast Stadium.
La Costa Central tiene numerosos óvalos deportivos, campos de golf, parques de patinaje, canchas de tenis y piscinas que están abiertas al público y una instalación de tiro al blanco. Se están realizando intentos para construir una serie de ciclovías. Un velódromo también está abierto al público en West Gosford. Los parques nacionales de la costa central tienen una gran variedad de senderos para caminar y senderos para bicicletas de montaña. Los deportes acuáticos como la vela, el remo y el esquí acuático son actividades populares en los lagos de la costa central. Se están haciendo intentos para atraer torneos de golf profesional a Magenta Shores (un nuevo centro turístico al norte de The Entrance). En 2011, la fragata HMAS Adelaide fue hundida frente a North Avoca Beach como un arrecife artificial.

## Infraestructura

### Salud
La Costa Central tiene dos grandes hospitales públicos con departamentos de emergencia. Gosford Hospital es el más grande con 460 camas, Wyong Hospital está ubicado en Hamlyn Terrace y tiene 274 camas. Además, hay un pequeño hospital público en Woy Woy y un centro de atención médica en Long Jetty. El hospital privado más grande de la Costa Central es el Hospital Privado Gosford ubicado en North Gosford. Brisbane Waters Private en Woy Woy, Tuggerah Lakes Private en Kanwal y Berkeley Vale Private también son importantes proveedores de atención médica. La región cuenta con 21 centros de atención a la tercera edad. Ambulancia de Nueva Gales del Sur tiene siete estaciones de ambulancia en la costa central ubicadas en Bateau Bay, Doyalson, Ettalong, Point Clare, Terrigal, Toukley y Wyong.

### Transporte
La Costa Central cuenta con el servicio de un extenso y floreciente sistema de carreteras. Una combinación de autobús y tren brinda opciones limitadas de transporte público para los lugareños. La región también cuenta con varios taxis operados por Central Coast Taxis. El transporte ha sido un tema constante para la región y ha sido citado como una alta prioridad durante los últimos 20 años en los planes y prioridades regionales de las agencias gubernamentales locales, estatales y federales, con inversiones incrementales principalmente en infraestructura vial.

#### Carreteras
El principal acceso a la Costa Central por carretera es por la Autopista del Pacífico, de 127 kilómetros (79 mi), que lleva la denominación de Autopista Nacional 1. Desde enero de 2013 ha pasado a denominarse oficialmente M1 Autopista del Pacífico. La autopista constituye el enlace por carretera más importante entre Sídney y las zonas septentrionales de Nueva Gales del Sur, como Central Coast, Hunter, Mid North Coast y Northern Rivers. La autopista del Pacífico forma parte del corredor entre Sídney y Brisbane.
La autopista del Pacífico tiene una anchura aproximada de 3 carriles desde el extremo sur de la Costa Central hasta Doyalson, al norte. El tramo entre el intercambiador de Tuggerah y el de Doyalson se amplió a 3 carriles por sentido en 2020 y otro tramo entre el intercambiador de Kariong y el de Peats Ridge también se amplió a 3 carriles por sentido en 2020.
Carretera de la Costa Central
Las carreteras que unen Kariong con Doyalson (Pacific Highway, Dane Drive, Masons Parade, York Street, George Street, The Entrance Road, Oakland Avenue, Coral Street, Wilfred Barrett Drive, Budgewoi Road y Scenic Road) se conocieron como Central Coast Highway del 9 de agosto de 2006.
Las carreteras de la costa central son mantenidas tanto por los consejos locales como por el gobierno de NSW las carreteras estatales; sin embargo, debido a la geografía relativamente grande, a menudo surgen problemas de mantenimiento.

#### Ferrocarril
Los suburbios del oeste de la costa central están en la línea ferroviaria principal del norte. La línea ferroviaria se utiliza principalmente para proporcionar transporte masivo para aquellos que viajan diariamente a Sydney y, como tales, los servicios son más frecuentes durante las horas pico de pasajeros (generalmente una hora antes de las horas pico de Sydney por la mañana y una hora después por la noche debido a la distancia) . La estación de Gosford es la estación central de la línea que conecta con la mayoría de los servicios de autobús y taxis.